# Quế Võ
Quế Võ là một phường thuộc tỉnh Bắc Ninh, Việt Nam.

## Địa lý
Phường Quế Võ có vị trí địa lý:
- Phía đông giáp phường Đào Viên
- Phía tây giáp các phường Phương Liễu và Nhân Hòa
- Phía nam giáp phường Bồng Lai
- Phía bắc giáp phường Yên Dũng.

Phường Quế Võ có diện tích 23,51 km², dân số 40.194 người, mật độ dân số đạt 1.709 người/km².

## Lịch sử
Ngày 16 tháng 6 năm 2025, Ủy ban Thường vụ Quốc hội ban hành Nghị quyết số 1658/NQ-UBTVQH15 của UBTVQH về việc sắp xếp các đơn vị hành chính cấp xã của tỉnh Bắc Ninh năm 2025. Theo đó, sắp xếp toàn bộ diện tích tự nhiên, quy mô dân số của các phường Phố Mới, Bằng An, Việt Hùng và Quế Tân thành phường mới có tên gọi là phường Quế Võ.

## Địa chỉ trụ sở các cơ quan
- Trụ sở UBND phường: Đường Nguyễn Phong Sắc, phường Quế Võ
- Trung tâm phục vụ hành chính công: Đường Nguyễn Phong Sắc, phường Quế Võ
- Công an phường: Đường Trần Hưng Đạo, khu 3, phường Quế Võ